# Misoprostol
Le misoprostol est un médicament de la famille des prostaglandines PGE1. Anciennement utilisé dans le traitement des ulcères d'estomac et du duodénum et pour prévenir ou traiter les gastrites dues à un traitement anti-inflammatoire non stéroïdien (AINS). Il a aujourd'hui une double autorisation de mise sur le marché (AMM) pour son utilisation en gynécologie-obstétrique :
- déclenchement du travail sur col défavorable, déclenchement du travail lors de l'accouchement ;
- interruption volontaire de grossesse (IVG), en combinaison avec de la mifépristone, ainsi que dans les interruptions médicales de grossesse des deuxième et troisième trimestres et en cas de mort fœtale in utero (MFIU).

Le misoprostol a été développé et commercialisé par le laboratoire Searle (en) (ensuite Pfizer), sous le nom de Cytotec, retiré du marché français en 2018.

## Pharmacologie
Le misoprostol est une prostaglandine de synthèse, analogue aux PGE1 naturelles. Ce médicament est efficace pour la maturation et le déclenchement du travail sur col défavorable. 
Formule chimique : DIHYDROXY-11-ALPHA, 16 METHYL-16 OXO-9 PROSTENE-13 E OATE-1 DE METHYLE.

## Déclenchement de l'accouchement
AMM autorisation de mise sur le marché pour déclenchement du travail sur col défavorable avec spécialité "Angusta" 25 microgramme. Lettre parue dans le Lancet : Ainsi, en Suisse, une étude de pratique réalisée en 2007, démontre que 78 % des obstétriciens déclenchent des accouchements au moyen de ce médicament.
Le misoprostol a en effet la capacité de provoquer des contractions et la maturation du col de l'utérus. Des essais contrôlés ont montré que ce médicament est efficace pour la maturation et le déclenchement du travail et en particulier permettait une augmentation du nombre de délivrances dans les 12 ou 24 heures en comparaison à la dinoprostone. Il est aussi considérablement moins cher que cette dernière, mais engendre significativement plus d'effets secondaires que les autres méthodes cliniques de déclenchement du travail.

### Efficacité
Le déclenchement du travail au moyen du misoprostol s'est révélé plus efficace qu'avec la dinoprostone : le taux d'accouchement par voie vaginale en moins de 24 heures se trouve augmenté de 20 %. On constate également une diminution du recours à l'ocytocine. Malgré cela, le taux de césariennes n'est pas diminué significativement.

## Traitement des ulcères
Le misoprostol, n'a plus d'AMM pour cette indication en France (2018).
Le Cytotec était commercialisé en France comme anti ulcèreux à l'origine de mésusage (comme le diane 35 et le médiator). Il n'est plus commercialisé en France à compter du 1er mars 2018. Le misoprostol devient en France un médicament à usage professionnel  commercialisé en RTU sous différents noms (Misoone, Gymiso).

### Controverse

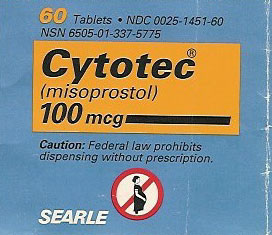
L'emballage canadien du Cytotec porte le logotype « déconseillé aux femmes enceintes ».

Depuis la mise sur le marché du Cytotec, la notice du fabricant, Searle (aujourd'hui Pfizer), liste une série de contre-indications chez la femme enceinte. En 2000, constatant une impressionnante augmentation de l'utilisation off-label du médicament, Searle envoya une lettre à tous les obstétriciens des États-Unis, pour les mettre en garde contre l'utilisation du misoprostol pour le déclenchement du travail, rapportant des cas graves de ruptures utérines et de morts maternelles ou fœtales.
Parmi les professionnels de la naissance, son usage est très controversé,. Aucune étude clinique de grande envergure n'ayant été réalisée, les observations se basent sur des méta-analyses résumant les constatations faites sur quelques centaines de patientes uniquement.

#### Conservation et coût
Au contraire de la dinoprostone, le misoprostol ne nécessite aucune réfrigération pour garantir sa conservation. 
Un autre argument fréquemment avancé en faveur du misoprostol est son coût, plus faible que celui de toutes les autres méthodes médicamenteuses de déclenchement du travail. Cela n'est vrai que si l'on ne prend en compte que le coût du médicament lui-même, alors que ce type de raisonnement devrait prendre en compte l'ensemble des coûts de la prise en charge maternelle et néo-natale, qui eux s'avèrent similaires.

#### Dangerosité
Le misoprostol n'agit pas avec la même puissance sur tous les récepteurs de prostaglandines ; il est davantage un agent contracturant que maturant. De ce fait, on remarque un taux d'hyperkinésies utérines élevé lorsque ce médicament est utilisé sur un col de l'utérus défavorable, avec des conséquences potentiellement rares mais graves pour le fœtus ou pour la mère (différence non significative par rapport aux autres spécialités proposés dans l'indication).
La demi-vie du misoprostol est variable selon les dosages. Le dosage indiqué dans le déclenchement du travail sur col défavorable étant de 45 minutes. La demi-vie de la dinoprostone ou de l'ocytocine n'est que de quelques minutes. En cas de mauvaise réaction maternelle ou fœtale, une césarienne en urgence sera nécessaire si l'un de ces médicaments est mal toléré.

#### Pharmacocinétique et autorisation de mise sur le marché
La spécialité Cytotec a été retirée du marché français en 2018.
Le 27 août 2018, l'Agence nationale de sécurité du médicament et des produits de santé française annonce la fin de la commercialisation d'Artotec (diclofénac/misoprostol). Les spécialités Artotec 50 mg/0,2 mg et 0,75 mg/0,2 mg ne sont donc plus disponibles à partir du 1er octobre 2018.

#### Complications graves
Des hyperstimulations utérines (tachysystoles, hypertonies) ont été constatées après administration de misoprostol, même avec la dose la plus faible recommandée, entraînant généralement des anomalies du rythme cardiaque fœtal (décélérations, bradycardies),. Il peut arriver que cette hyperstimulation soit si violente qu'elle conduise à la rupture utérine.
De nombreux cas de rupture utérine ont ainsi été rapportés après un déclenchement du travail au misoprostol, et son utilisation est fortement déconseillée sur un utérus cicatriciel. Une étude randomisée comparant 25 μg de misoprostol par voie vaginale à l’ocytocine dans le déclenchement en cas d’utérus cicatriciel a été arrêtée après la dix-septième patiente en raison de deux ruptures utérines de 10 et 8 cm constatées lors des césariennes réalisées en urgence pour anomalies sévères du rythme cardiaque fœtal (RCF).
Des cas de rupture utérine sur utérus intact ont également été constatés,,.
Parmi les complications rares, mais graves, du déclenchement du travail avec le misoprostol, on dénombre également  des hémorragies de la délivrance et des embolies du fluide amniotique.

## Interruption de grossesse
Le misoprostol est un médicament fréquemment utilisé pour l'avortement médicamenteux, qui présente, par rapport aux autres techniques d'interruption de la grossesse, l'avantage de ne nécessiter ni chirurgie ni anesthésie. La plupart des protocoles associent le misoprostol avec la mifépristone, souvent commercialisée sous le nom de Mifégyne. Dans ce cas, il est généralement prescrit par voie buccale, la voie vaginale ayant révélé plus de risques infectieux. Il s'agit une fois encore d'une utilisation off-label du Cytotec, qui n'a pas été autorisé pour cet usage.
En raison de son faible coût, c'est l'une des méthodes les plus utilisées dans les pays en développement. Dans les pays où l'avortement est interdit par la loi, de nombreuses femmes tentent de mettre fin à leur grossesse sans assistance médicale, en se procurant du misoprostol, souvent sur internet, ce qui engendre de nombreux risques. Au Brésil, où il est utilisé à très grande échelle, on rend compte d'anomalies fœtales en cas d'échec du processus abortif.

## Autres utilisations en gynécologie-obstétrique
Le misoprostol est également parfois utilisé pour le traitement de l'hémorragie du post-partum, appelée aussi hémorragie de la délivrance, mais cette utilisation est également controversée, car le misoprostol semble présenter plus de risques que les autres ocytociques. Malgré cela, certaines études considèrent, encore une fois en raison de son faible coût, que cette utilisation est intéressante pour les pays en développement.
En cas de fausse couche spontanée, la prescription hors AMM de misoprostol est recommandée par le Collège National des Gynécologues et Obstétriciens Français afin de faciliter l'expulsion de l'embryon et du sac gestationnel. La programmation d'une aspiration n'est alors prévue qu'en cas d'échec de cette méthode médicamenteuse.

## Effets secondaires et contre-indications
Les effets secondaires les plus souvent constatés chez les patients prenant du misoprostol sont des diarrhées et des douleurs abdominales. Parfois, des éruptions cutanées, des dyspepsies, des nausées ou des vomissements.
En raison de la puissante activité contractile qu'il impose au muscle utérin, ce médicament ne doit pas être prescrit pour le traitement des ulcères chez la femme enceinte. En effet, des cas d'hémorragie et/ou de rupture utérine ont été constatés, ainsi que des morts fœtales et des malformations congénitales.

## Divers
Le misoprostol fait partie de la liste des médicaments essentiels de l'Organisation mondiale de la santé (liste mise à jour en avril 2013).